# 鈴野智子
鈴野 智子（すずの ともこ、1987年10月22日 - ）は、日本の女優、グラビアアイドル。愛称は、ともにゃん。茨城県出身。

## 略歴
- 2012年、SENSATION所属時に、24時間365日連続生配信を行う、24時間営業アイドル【24】に所属するも、同年10月に脱退し、同事務所も脱退
- 2013年 - 2016年、49株式会社に所属。

## 出演

### 舞台
- 2014年09月「SECOND-N PRODUCE VOL.7 『HOT　SPICE』」（学芸大学 千本桜ホール）※初舞台
- 2014年10月「どすこい聖・騎士団プロデュース公演 VOL.1『島へおいでよ！』」（サンモールスタジオ）
- 2015年03月「FREE(S) プロデュース公演『GRADUATION』」（本多劇場グループ）
- 2015年04月「SECOND-N PRODUCE VOL.8『SEVENMEN SIXWOMEN』」（高田馬場ラビネスト）
- 2015年06月「A.R.P-A・ロックマンプロデュース『運命のディスク2015』」（学芸大学 千本桜ホール）
- 2015年07月「劇団癖者 第2回公演『めげるな』」ゲスト出演
- 2015年09月「FREE(S) プロデュース公演『Letter2015』」（本多劇場グループ / つくばカピオ）
- 2015年11月「A.R.P -A・ロックマンプロデュース『新宿ナンバー』」（高田馬場ラビネスト）
- 2016年07月「劇団ノーティーボーイズ 16th.ACT『Snap Decision ‐見切り発車と天気あめ』」（築地本願寺 ブディストホール）
- 2017年01月「小劇場B1A.R.P -A・ロックマンプロデュース『トップロープ』」（本多劇場グループ）
- 2017年06月「劇団ノーティーボーイズ 17th.ACT『Silly Talk』」（築地本願寺 ブディストホール）
- 2017年11月「SECOND-N PRODUCE VOL.23『騙っちゅーの！』」（学芸大学 千本桜ホール）ヒロイン
- 2018年01月「SECOND-N PRODUCE VOL.24『愛しの☆ギョレンジャー』」（高田馬場ラビネスト）
- 2018年03月「劇団ノーティーボーイズ 18th.ACT『6MEN×7WOMEN』」（ウッディシアター中目黒）
- 2018年05月「SKIPPY(S) 4th.STAGE『カンナヅキ』」（下北シアター711）
- 2018年06月「オッドエンタテインメント Presents 舞台『鬼切丸伝～源平鬼絵巻』再演」（全労済ホール スペース・ゼロ）
- 2018年07月「劇団ノーティーボーイズ 19th.ACT『いつかヘッドをロックして』」（築地本願寺 ブディストホール）
- 2018年10月「劇団ノーティーボーイズプレゼンツ ノーティーガールズ 1th.ACT『Naked Girls　裸の女達』」（築地本願寺 ブディストホール）
- 2018年10月「ZERO BEAT 特別公演beat.4 夜劇『contudy』」（三栄町ライブステージ）
- 2019年03月「SECW(School entrance ceremony wars) 〜入学式戦争はモノガタリの始まり〜」（GraffArt CAFE）
- 2019年05月「劇団ノーティーボーイズ 20th.ACT『それはいつも♂♀からはじまるetc・・・』」（中野 テアトルBON BON）
- 2019年11月「-Long for spring-」 製作委員会 S.H.Produce『鶫 -Long for spring-』」（築地本願寺 ブディストホール）
- 2021年04月「お気に召すまま As You Like It」 S.H.Produce（下落合　TACCS1179）
- 2023年03月「福に憑かれた男」東京舞台制作（シアター・アルファ東京）
- 2023年06月「冥途喫茶Ⅲ　三河高校　定時制編」（シアターグリーン BIG THREE THEATER）

## ドラマ
- 私のホストちゃんS〜新人ホストオーナー奇跡の密着6カ月〜（2014年4月、テレビ朝日）

## テレビ
- 全力坂（2015年3月5日・11日、テレビ朝日）

## イベント
- 2014年6月19日「全日本ホスト歌がうまい王座決定戦2014」MC
- 2016年「東京ゲームショウ」SOFT GEARブース